# Erika Eleniak

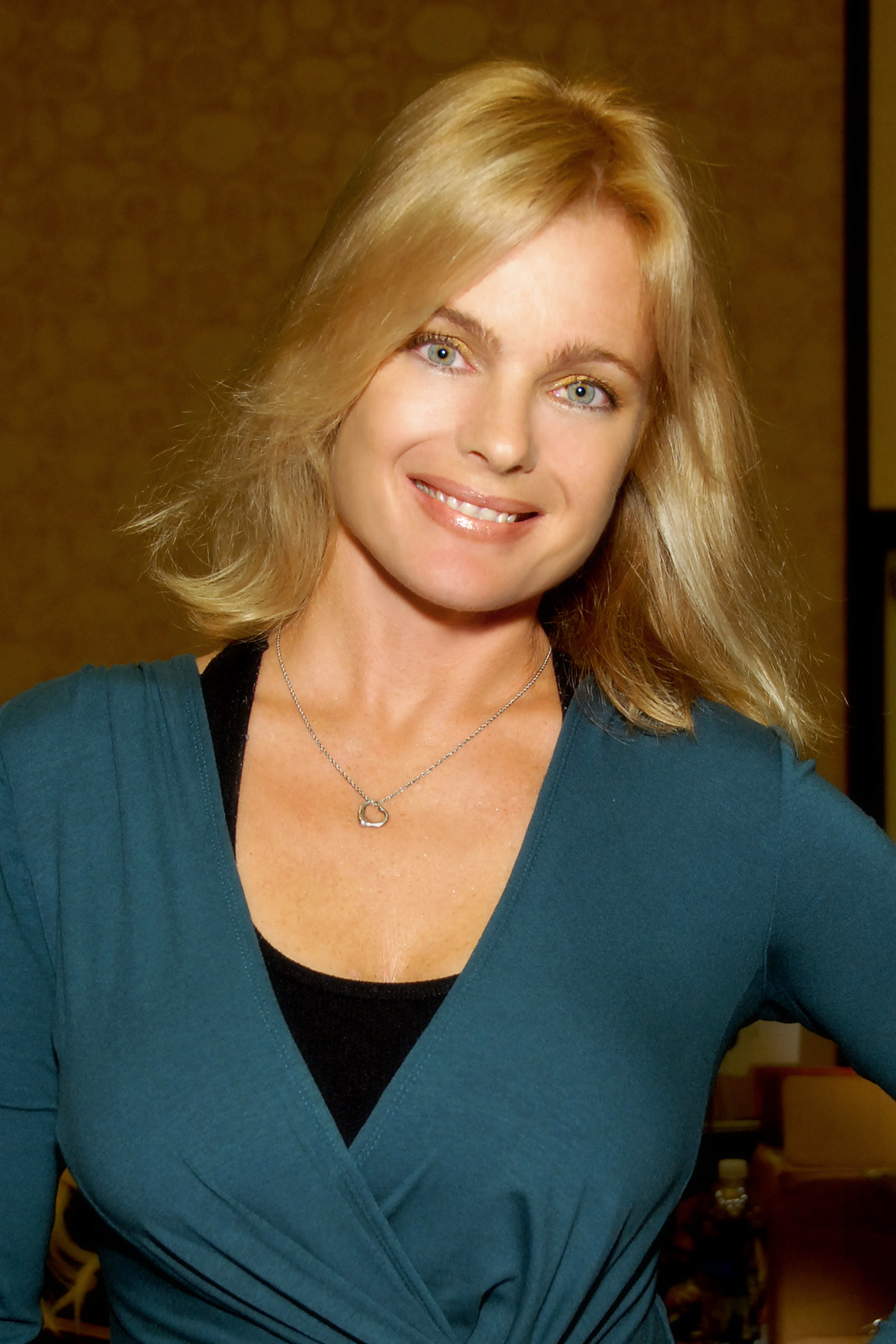
Erika Eleniak (2011)

Erika Maya Eleniak (* 29. September 1969 in Glendale, Kalifornien) ist eine US-amerikanische Schauspielerin und ehemaliges Playmate. Sie wurde unter anderem durch die Rolle der Shauni McClain in der Fernsehserie Baywatch bekannt.

## Leben und Leistungen
Eleniaks Vater, der aus Kanada in die USA kam, um Schauspieler zu werden, spornte auch seine Tochter an, in diesem Bereich tätig zu werden. So trat sie bereits als Kind in verschiedenen Werbespots auf und arbeitete in den folgenden Jahren immer wieder als Werbemodel. Im Jahr 1982 trat sie erstmals in einem Film auf. In E. T. – Der Außerirdische spielte sie Elliots Klassenkameradin während der Frosch-Sezierungsszene, in welcher Elliot sie zum Schluss küsste. Nachdem sie in ihrer Highschool-Zeit Alkohol und andere Drogen nahm, schaffte sie es 1988, ihre Sucht zu besiegen und bekam verschiedene kleinere Rollen in Serien wie Charles in Charge und Broken Angel.
1989 bemühte sie sich, Playmate zu werden, um ihrer stagnierenden Karriere Schwung zu verleihen. Ihr Plan ging auf, und nachdem sie in zwei Playboy-Ausgaben erschienen war, wurde ihr eine Hauptrolle in der neuen Serie Baywatch angeboten. Zwei Staffeln lang arbeitete sie bei der Erfolgsserie, bis sie sie aufgrund ihres Partners und Co-Stars Billy Warlock verließ und so Platz für Pamela Anderson schuf. Nach der Trennung von Warlock gelang ihr 1992 der bislang größte Erfolg: Neben Steven Seagal spielte sie in Alarmstufe: Rot ein Playmate. Ein Jahr darauf wurde die Komödie Die Beverly Hillbillies sind los! veröffentlicht, die jedoch bei den Filmkritikern floppte. Ihr nächster Film Chasers – Zu sexy für den Knast von Regisseur Dennis Hopper war ebenfalls erfolglos.
In den Folgejahren versuchte sich Eleniak an verschiedenen Independent- und Fernsehfilmen. Ein weiterer Erfolg blieb ihr jedoch verwehrt. In der Sendung vom 1. Mai 2008 der 3. Staffel der Show Germany’s Next Topmodel fungierte Eleniak als Gastjurorin und Coach für ein Fotoshooting im Baywatch-Stil.
Eleniak ist Mutter einer 2006 geborenen Tochter.

## Filmografie (Auswahl)
- 1982: E.T. – Der Außerirdische (E.T.: The Extra-Terrestrial)
- 1985: Mein lieber Biber (Still the Beaver / The New Leave it to Beaver, Fernsehserie)
- 1987: Silver Spoons (Fernsehserie)
- 1988: Broken Angel – Gefallene Engel (Fernsehfilm)
- 1988: Der Blob (The Blob)
- 1988–1989: Charles in Charge (Fernsehserie)
- 1990: Tochter der Nacht (Daughter of the Streets, Fernsehfilm)
- 1990: Full House (Fernsehserie)
- 1989–1992: Baywatch – Die Rettungsschwimmer von Malibu (Baywatch, Fernsehserie)
- 1992: Alarmstufe: Rot (Under Siege)
- 1993: Die Beverly Hillbillies sind los! (The Beverly Hillbillies)
- 1994: Chasers – Zu sexy für den Knast (Chasers)
- 1995: Flucht im roten Cadillac (Girl in the Cadillac)
- 1995: Panic in the Park
- 1995: Brennende Liebe (A Pyromaniac’s Love Story)
- 1996: Bordello of Blood
- 1997: Ed McBain – Der Lockvogel (Ed McBain’s 87th Precinct: Heatwave, Fernsehfilm)
- 1998: Captive – Ein kaltblütiger Plan (Captive)
- 1998: Brooklyn South (Fernsehserie)
- 1998: Tod in einer Sommernacht (One Hot Summer Night)
- 1998: Projekt: Pandora / Dead on Target – Ziel erfasst (The Pandora Project)
- 1998: Fellows – Auf Leben und Tod (Charades)
- 1999: Fantasy Island (Fernsehserie)
- 1999: Raketen auf Washington (Stealth Fighter)
- 1999: Kreuzfahrtschiff auf Todeskurs (Final Voyage)
- 1999: Erdbeben-Inferno: Wenn die Welt untergeht (Aftershock: Earthquake in New York)
- 2000: The Opponent
- 2001: Vegas, City of Dreams
- 2001: Showdown im Schnee (Snowbound)
- 2002: Second to Die
- 2002: Breakaway – Ein knallharter Coup (Christmas Rush, Fernsehfilm)
- 2002: He Sees You When You’re Sleeping (Fernsehfilm)
- 2002: Shakedown
- 2003: Betrayal – Der Tod ist ihr Geschäft (Betrayal)
- 2003: The Librarians / Strike Force
- 2004: Caught in the Headlights
- 2004: Brilliant
- 2004: Fatal Lessons (Fatal Lessons: The Good Teacher, Fernsehfilm)
- 2004: Dracula 3000
- 2005: Fatal Reunion
- 2006: Eiskalt wie die Hölle (Absolute Zero, Fernsehfilm)
- 2010: CSI: Miami (Fernsehserie, Folge 9x03)
- 2011: Desperate Housewives (Fernsehserie, Folge 7x07)
- 2017: Boone – Der Kopfgeldjäger (Boone: The Bounty Hunter)
- 2018: Cor Values
- 2023: Meet the Richardsons (Fernsehserie, Folge 4x08)
- 2024: Lolipop Gang